# Parafia św. Józefa w Zakrzewie (archidiecezja lubelska)
Parafia św. Józefa w Zakrzewie – rzymskokatolicka parafia należąca do dekanatu turobińskiego w archidiecezji lubelskiej. Parafia została utworzona 01 grudnia 2011. Obsługiwana przez księży archidiecezji lubelskiej.
Na obszarze parafii leżą miejscowości: Baraki, Zakrzew, Zakrzew-Kolonia. 